# 上街道 (上ツ道)
上ツ道（かみつみち）は、古代日本における官道のひとつで、近世日本において同官道を元にした街道である。近世においては、上街道（かみかいどう）とも呼ばれた。 
飛鳥時代に奈良盆地を南北に縦断するために整備された道で、現在の奈良市と桜井市を天理市経由で結ぶ。現在の幹線道路では国道169号に相当する。

## 概要
6世紀後半から7世紀にかけて整備された古代計画直線道路のひとつで、南北方向に延びる道としてはいちばん東側に位置した。 同様に南北に縦断する中ツ道、下ツ道とほぼ等間隔で平行するが、櫟井（いちい、天理市櫟本町）付近から北は、東の山系の山麓部となるため、直線道路の痕跡は残っていない。桜井市から天理市南部にかけては比較的よく形跡が残っている。その道路幅は発掘調査により43mと推定されている。桜井では「山田道」と接続し、飛鳥方面にも続いていた。 しかし平安京遷都以降は次第に使用・維持がされなくなったと考えられている。　箸墓（現在の桜井市箸中）付近は壬申の乱の古戦場となった。
平安時代以降は官道としては機能しなくなり、代わって仏教信仰の広まりとともに寺院への参拝道として賑わうようになった。近世にはいると、その道筋の一部区間が西側にずれるが、奈良、櫟本、丹波市、三輪、桜井といった町を結ぶ幹線道路として機能し、奈良から長谷寺、室生寺、三輪明神への参拝道としても賑わったほか、大坂、京都、奈良方面から伊勢方面を結ぶ「伊勢街道」のひとつとして機能した。

## 経路
奈良市
- 奈良町（柳生街道、暗越奈良街道、京街道と分岐）
- 帯解

天理市
- 櫟本（北の横大路と分岐）
- 丹波市
- 柳本

桜井市
- 三輪
- 慈恩寺（山田道、初瀬街道、横大路と分岐）